# Anacaena parvula
Anacaena parvula är en skalbaggsart som först beskrevs av Sharp 1882.  Anacaena parvula ingår i släktet Anacaena och familjen palpbaggar. Inga underarter finns listade i Catalogue of Life.